# Rolf Broberg (ämbetsman)
Rolf Henrik Julius Broberg, född 25 februari 1903 i Örebro, död 16 mars 1996 i Stockholm, var en svensk jurist och ämbetsman. 
Broberg avlade juris kandidatexamen vid Uppsala universitet 1925 och genomförde tingstjänstgöring 1926–1929. Han blev tillförordnad aktuarie 1933, sekreterare och ombudsman i Pensionsstyrelsen 1937 och byråchef där 1943, med överdirektörs namn 1958. Broberg var överdirektör i Riksförsäkringsanstalten 1960–1961, i Riksförsäkringsverket 1961–1964, generaldirektör och chef där 1964–1969 (tillförordnad 1961–1964). Han var ordförande, ledamot eller expert i ett flertal statliga utredningar och ordförande i Statens institut för folkhälsan 1965–1970. Broberg publicerade Allmänna sjukförsäkringen (tillsammans med Ingvar Lindell och Yngve Samuelsson, 1956), Allmänna tilläggspensioneringen (tillsammans med Erik Malm, 1959) och Så formades tryggheten (1973). Han är begravd på Norra begravningsplatsen utanför Stockholm.